# Sho Kitano
Sho Kitano (北野 翔 Kitano Sho?), född 20 november 1984 i Kanagawa prefektur, är en japansk före detta fotbollsspelare.
Kitano började sin karriär 2003 i Yokohama F. Marinos. Med Yokohama F. Marinos vann han japanska ligan 2003 och 2004. 2005 flyttade han till Vissel Kobe. Efter Vissel Kobe spelade han för YKK AP. Han avslutade karriären 2007.